# Persefone (gruppo musicale)
I Persefone sono un gruppo musicale death metal andorrano formato nel 2001.

## Storia del gruppo
La nascita della band avviene ad Andorra la Vella per volontà di Carlos Lozano (chitarra e voce), Miguel Espinosa (tastiere e voce), Jordi Gorgues (chitarra) e Toni Mestre (basso), tutti già impegnati con altri progetti heavy metal del posto. Il primo album è intitolato Truth Inside The Shades (2004) che racchiude le sonorità di Amorphis e Opeth rivisitate con un tocco moderno. Il secondo album esce nel 2006 e nel frattempo la band ha assunto nella formazione anche il cantante Marc Martins Pia e il batterista/produttore Alex Dorca Josa pubblicando così Core.
Nel 2009 la band pubblica Shin-ken, concept album su un poema giapponese che si rivela diverso anche nelle sonorità molto più curate. Con Shin-ken i Persefone perdono Alex Dorca Jose che sceglie di sua volontà di abbandonare il gruppo per problemi personali. In ogni caso, dal 2009 la band sta vivendo un discreto successo e di recente è partita in tour con gli Obituary.

## Formazione
Attuale
- Daniel R. Flys – voce
- Carlos Lozano Quintanilla "Rüdiger" – chitarra, voce
- Jordi Gorgues Mateu "Alden" – chitarra
- Toni Mestre Coy "Fragment of Silence" – basso
- Marc Mas Marti – batteria
- Miguel Espinosa "Iawr" – tastiere, voce

Ex componenti
- Xavi Pérez "Lord Mortem" – batteria (2001-2003)
- Aleix Dorca Josa – batteria
- Marc Martins Pia – voce (2004-2023)

## Discografia
- 2004 – Truth Inside the Shades
- 2006 – Core
- 2009 – Shin-Ken
- 2013 – Spiritual Migration
- 2017 – Aathma
- 2022 – Metanoia